# الانتخابات العامة الماليزية 2018
الانتخابات العامة في ماليزيا في 8 مايو 2018 لانتخاب أعضاء البرلمان.